# Neomochtherus gomerae
Neomochtherus gomerae är en tvåvingeart som beskrevs av Weinberg och Baez 1989. Neomochtherus gomerae ingår i släktet Neomochtherus och familjen rovflugor. Inga underarter finns listade i Catalogue of Life.